# Okresní nemocnice Hradec Králové
Okresní nemocnice Hradec Králové bylo zdravotnické zařízení existující do roku 1945, z něhož se vyvinula Fakultní nemocnice v Hradci Králové. Nejprve v letech 1887–1928 sídlila v areálu tzv. Staré nemocnice. Dne 4. listopadu 1928 došlo k otevření nového areálu, který je jako hlavní část fakultní nemocnice využíván dosud.

## Stará nemocnice

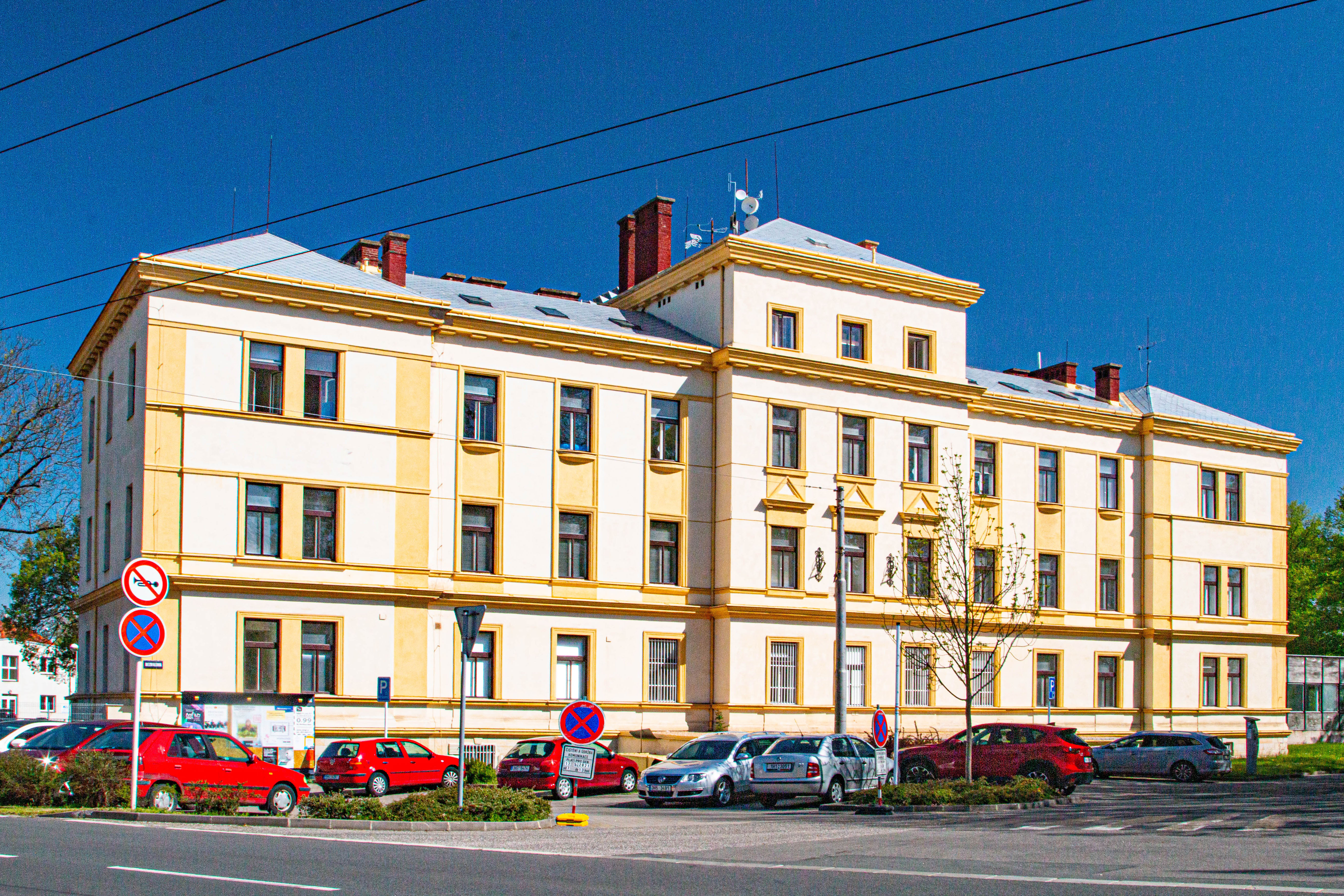
Hlavní budova Staré nemocnice

První veřejná nemocnice v Hradci Králové byla zřízena v roce 1867, a to v Dlouhé ulici v obecním domě v místě dnešního Klicperova divadla. Již po necelých sedmi letech provozu však byla nemocnice v roce 1874 kvůli nedostatku finančních prostředků a pro neshody městského zastupitelstva s místodržitelstvím zrušena. Zrušením nemocnice vyvstala potřeba nové veřejné nemocnice. Situaci řešil okres. O výstavbě veřejné okresní nemocnice (pro ošetřování nemocných z Hradce Králové a okolí) rozhodlo okresní zastupitelstvo dne 22. prosince 1884.

Nemocnice byla otevřena dne 31. března 1887. Dostala název Okresní nemocnice arcivévodkyně Elišky a disponovala kapacitou 74 lůžek. Primářem byl nejprve Josef Potoček (1887–1896), následně Otakar Klumpar (1897–1905) a nejdéle Bedřich Honzák (1906–1933). Právě za Honzáka došlo v letech 1923–1924 k nástavbě druhého patra původní budovy podle projektu Václava Rejchla. Kapacita touto investicí za více než 1,5 mil. korun stoupla o 70 lůžek na 213/215. Zejména však bylo zavedeno ústřední topení, rozvedena teplá voda, upraveny operační sály, pokoje pro pacienty a sociální zařízení. Byly vyměněny postele, prádlo i přikrývky. Na přelomu let 1924/1925 vzniklo oddělení ORL, čímž se opět zvětšila klientela. Právě specializovaná oddělení měla až 90 % klientů původem mimo hradecký okres a okresní nemocnice tím plnila funkci župní nemocnice. Areál okresní nemocnice tak od začátku své existence nestačil zvětšujícímu se počtu pacientů, a ani přístavba z let 1923–1924 tento problém nevyřešila. Proto se začalo plánovat vybudování nového nemocničního areálu.

## Nová nemocnice
Klíčovým problémem pro rozvoj nemocnice se staly pozemky. Po dlouhých diskuzích věnovalo rozsáhlé pozemky pro výstavbu nové okresní všeobecné veřejné nemocnice městské zastupitelstvo. Výstavbu měl financovat zejména stát. V roce 1925 mohla být konečně vypsána výběrová soutěž na projekt nové nemocnice. Do soutěže byly předloženy dva návrhy – jeden od místního architekta Oldřicha Lisky a druhý od pražského architekta Bedřicha Adámka, který se později na projektování nemocnic začal specializovat. Soutěž vyhrál Adámek, a tak byla nová pavilonová nemocnice postavena právě podle jeho vítězného návrhu. Při výstavbě nemocnice Adámek spolupracoval s primáři jednotlivých oddělení. Zohlednil jejich názory na to, jak má pavilon pro konkrétní medicínský obor vypadat, aby to odpovídalo potřebám nemocniční péče. Autorem generálního plánu byl sice Adámek, avšak jednotlivé pavilony navrhovali i místní architekti jako Josef Fňouk a Jan Rejchl. Se stavbou se započalo 21. dubna 1926. V roce 1926 začaly růst budovy chirurgicko-gynekologického pavilonu, interního pavilonu a pavilonu pro oční a ušní, infekční oddělení, prosekturu a také hospodářská budova.
Ke slavnostnímu otevření došlo dne 4. listopadu 1928 za účasti řady lékařských osobností té doby, mezi nimiž byli i profesoři Rudolf Kimla, Václav Libeňský, Jan Levit, Josef Jerie či Arnold Jirásek. Vlastní provoz byl zahájen o osm dní později dne 12. listopadu 1928. Již o den dříve (11. listopadu 1928) navštívil nemocnici i tehdejší ministr zdravotnictví Jozef Tiso a 24. května 1929 dokonce tehdejší československý prezident T. G. Masaryk v doprovodu předsedy vlády Františka Udržala a zemského prezidenta Hugo Kubáta. Kapacita nově otevřené nemocnice činila 360 lůžek. Celkové stavební náklady včetně vnitřního vybavení se nakonec dostaly na téměř 20 milionů korun. Kromě Plzně se jednalo o jedinou českou nemocnici mimo Prahu, která byla vybavena zařízením na pitvy – prosekturou. V rámci celého státu se jednalo o jednu z nejmodernějších nemocnic. Ředitelem nemocnice se stal Bedřich Honzák, který v původním areálu nemocnici vedl z pozice primáře a který se výrazně zasloužil o rozvoj nemocnice a výstavbu nového areálu.
Zatímco okresní nemocnice byla ve starém areálu původně pouze monoprimariátní (měla jednoho primáře) a postupně se rozrostla na čtyři oddělení, nová okresní nemocnice byla hned při svém otevření 4. listopadu 1928 rozdělena na šest oddělení a samostatnou rentgenologickou stanici. Celkem tak bylo ustanoveno sedm primářů. Oddělení pro chirurgii, gynekologii a porodnictví vedl Bedřich Honzák (zároveň ředitel nemocnice), interní oddělení s kožními a venerickými nemocemi Ladislav Tvrzský (oddělení vedl v letech 1928–1932), oční oddělení Josef Saska (oddělení vedl v letech 1928–1938), oddělení ORL Václav Tesař, infekční oddělení s prosekturou Antonín Fingerland a samostatnou ústřední rentgenologickou stanici Otakar Müller. Dne 16. listopadu 1928 došlo ke vzniku samostatného gynekologicko-porodnického oddělení vedeného primářem Jaroslavem Jungem (oddělení vedl do své smrti v letech 1928–1937). Po úmrtí Ladislava Tvrzského v roce 1932 nastoupil od 1. května toho roku na pozici primáře interny docent Vladimír Ulrich. Funkci zastával v letech 1932–1945. V rámci této změny došlo i k další reorganizaci. Infekční oddělení bylo přičleněno k internímu a prosektura zůstala samostatná. Počet subalterních lékařů na konci roku 1932 stoupl na 12 a externí lékaři byli přeměněni na sekundáře. Na interním a infekčním oddělení tak působili čtyři sekundární lékaři, tři na chirurgii, dva na gynekologii a porodnici, dva na ušním a jeden na očním.
V nové nemocnici fungovalo od samého začátku gynekologické-porodnické oddělení, původně ve druhém poschodí chirurgického pavilonu (současná Ortopedická klinika). Stavba dnešní budovy gynekologické-porodnické kliniky byla zahájena v září 1936 a slavnostní otevření proběhlo 19. dubna 1938. Koncepčně se jednalo o dvoupavilon – v jedné části bylo oddělení gynekologicko-porodnické a ve druhé oddělení dermatovenerologické. Projektantem byl opět Ing. arch. Bedřich Adámek z Prahy a investici za 6 miliónů korun realizovala firma Jan Mádlík a Jan Včelák.
Po smrti Bedřicha Honzáka v roce 1933 se primářem chirurgického oddělení stal Jan Bedrna, žák prof. Petřivalského. Lékařským ředitelem nemocnice byl jmenován tehdejší primář interny (zastával ji v letech 1932–1945 po Ladislavu Tvrzském) docent Vladimír Ulrich. Ulrich obě funkce zastával až do konce druhé světové války v roce 1945.
Zatímco v roce 1930 přijala nemocnice k hospitalizaci 8 800 pacientů, v roce 1937 to bylo už 19 317 pacientů, přičemž průměrná délka ošetřovací doby se pohybovala kolem 16 dnů. V roce 1930 začaly být organizovány pravidelné lékařské schůze s přednáškami a diskusemi odborného obsahu. Jejich hlavním iniciátorem byl tehdy mladý patolog – primář infekčního oddělení s prosekturou Antonín Fingerland, který se zde profiloval ve významného vědce a klíčovou osobnost nejen místní medicíny. Přednášely tu mnohé významné osobnosti tehdejší medicíny. Poté, co se primářem stal Jan Bedrna, se již jasně začaly formovat základy pro vznik lékařské fakulty.
Krátce před druhou světovou válkou se v roce 1938 podařilo dostavět nemocniční areál otevřením nového pavilonu pro gynekologicko-porodnické oddělení a pro choroby kožní a pohlavní, které proběhlo za účasti vysokých státních funkcionářů tehdejšího Československa. Kapacita nemocnice tím dosáhla 752 lůžek. V roce 1945, kdy se z okresní nemocnice stala klinická fakultní nemocnice, se jednalo už o 925 lůžek. Pro srovnání, areál nemocnice se do roku 2023 rozrostl do kapacity 1375 lůžek. Ročně je hospitalizováno přes 41 tisíc pacientů, z nichž přibližně 40 % je operováno. Ambulantně je ročně ošetřeno na 700 tisíc pacientů.

### Související stránky
- Stará nemocnice (Hradec Králové)
- Fakultní nemocnice Hradec Králové